# Christopher Sullivan (piłkarz)
Christopher Sullivan (ur. 18 kwietnia 1965 w Redwood City, w stanie Kalifornia) – amerykański piłkarz grający na pozycji ofensywnego pomocnika lub napastnika.

## Kariera klubowa
Karierę piłkarską Sullivan rozpoczął w klubie West Valley SC. W latach 1983–1987 uczęszczał na University of Tampa i grał w nim w drużynie uniwersyteckiej.
Po ukończeniu uniwersytetu Sullivan wyjechał do Francji i grał w amatorskich zespołach US Joué-lès-Tours i Le Touquet AC. W 1989 roku wrócił do Stanów Zjednoczonych by grać w Orlando Lions w rozgrywkach American Soccer League. W 1989 roku przeszedł do węgierskiego Győri ETO FC i rozegrał 11 spotkań w pierwszej lidze węgierskiej, w których strzelił jedną bramkę. W połowie 1990 roku odszedł do szwedzkiej Landskrony BoIS. W 1992 roku został piłkarzem Brøndby IF, ale nie rozegrał żadnego spotkania w pierwszej lidze Danii. Następnie od 1993 roku występował w Hercie BSC, a w latach 1994–1995 był piłkarzem meksykańskiego Atlético Yucatán.
W 1995 roku Sullivan znów wrócił do USA. Grał w San Francisco Bay Diablos, a w 1996 roku ponownie został piłkarzem Győri ETO FC. W 1997 roku został wybrany w drafcie Major League Soccer przez San Jose Clash. Grał w nim przez cały rok 1997 i następnie zakończył karierę.

## Kariera reprezentacyjna
W reprezentacji Stanów Zjednoczonych Sullivan zadebiutował 8 czerwca 1987 roku w przegranym 1:3 meczu z Egiptem. W 1990 roku został powołany przez selekcjonera Boba Ganslera do kadry na Mistrzostwa Świata we Włoszech. Na Mundialu był rezerwowym i nie rozegrał żadnego spotkania. Od 1987 do 1992 roku rozegrał w kadrze narodowej 19 meczów i zdobył 2 gole.